# ナウエル・ガジャルド
ナウエル・エセキエル・ガジャルド（Nahuel Ezequiel Gallardo 、1998年5月9日 - ）は、アルゼンチン・ブエノスアイレス出身のプロサッカー選手。デフェンサ・イ・フスティシア所属。ポジションは、ディフェンダー。元サッカー選手でサッカー指導者のマルセロ・ガジャルドの息子である。

## 経歴
リーベル・プレートのユースチーム出身。2017年10月28日、エスタディオ・マリオ・アルベルト・ケンペスで行われたアウェーのタジェレス戦でプロデビュー。0-4で敗れはしたものの、90分フル出場を果たした。

## クラブ歴

### 個人成績
2019年10月18日現在
| クラブ             | シーズン | リーグ                   | リーグ | リーグ | 合計 | 合計 |
| クラブ             | シーズン | リーグ                   | 出場   | 得点   | 出場 | 得点 |
| ------------------ | -------- | ------------------------ | ------ | ------ | ---- | ---- |
| リーベル・プレート | 2017-18  | プリメーラ・ディビシオン | 1      | 0      | 1    | 0    |
| リーベル・プレート | 2018-19  | プリメーラ・ディビシオン | 4      | 0      | 4    | 0    |
| リーベル・プレート | 2019-20  | プリメーラ・ディビシオン | 2      | 0      | 2    | 0    |
| 通算               | 通算     | 通算                     | 7      | 0      | 7    | 0    |